# Curtain Cut

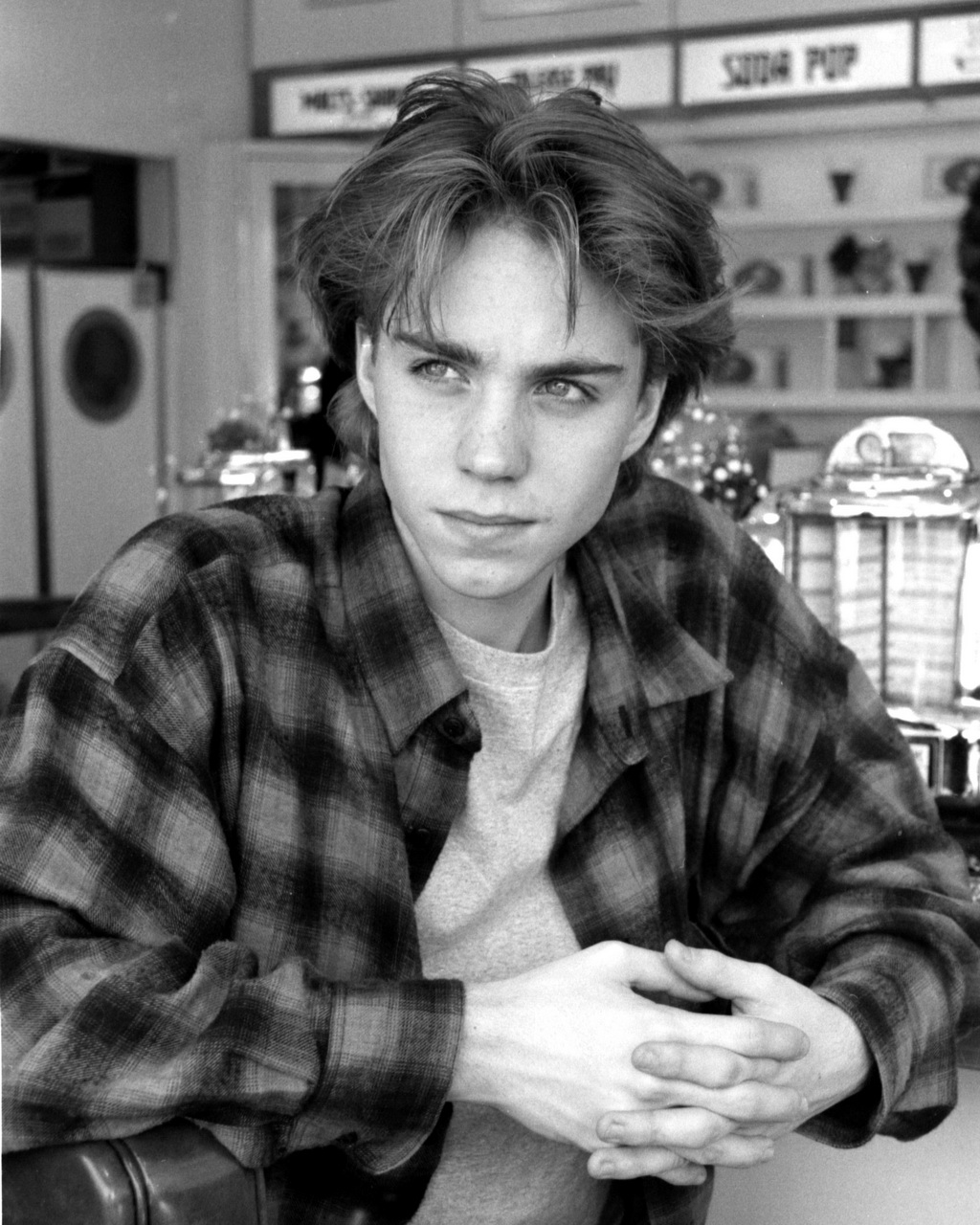
Schauspieler Jonathan Brandis mit Curtain Cut (1993)

Der Curtain Cut (auch Curtains (englisch für Vorhang) oder Mittelscheitel) ist eine Langhaar-Frisur für Herren, die, seitdem unter dieser Bezeichnung, besonders in den beginnenden 2020er Jahren Verbreitung fand.

## Geschichte
Die Frisur hat sich aus dem Bowl Cut entwickelt, der um einen markanten Mittelscheitel erweitert wurde. Eine derartige Frisur trugen beispielsweise Leonardo DiCaprio im Film Titanic oder Nick Carter, Sänger bei den Backstreet Boys. Der Schnitt wurde in den 2020er Jahren wieder aufgegriffen und als Curtain Cut verbreitet.

## Merkmale
Die Frisur zeichnet sich durch sehr langes Deckhaar aus, das vorne gescheitelt ist und beidseitig herabfallend getragen wird. Die oberen Seitenpartien werden zumeist mit einer Längenabnahme nach hinten ausgeführt, die unteren Seitenpartien können dabei kurzgeschnitten oder rasiert werden und das darüberliegende Deckhaar wird glatt und ungestuft über den so entstandenen Undercut gelegt. Dabei kann das vordere Deckhaar durchaus über die Wangen reichen und das Gesicht wie ein Vorhang umspielen. Die Ohren werden teilweise oder zur Gänze freigeschnitten und der Nacken wird beliebig kurz gehalten.
Vergleichbar ist diese Frisur mit dem Two Block Cut, der allerdings auf den ausgeprägten „curtain“ am Vorderkopf  verzichtet und insgesamt etwas kürzer gehalten ist. Starke Ähnlichkeiten bestehen auch mit einem sehr kurzen Bob (Pilzbob, Microbob) und zu diversen modernen Varianten des Pixies.

## Variationen
Da die Frisur über die Länge des Deckhaars, die Länge der Undercuts an Seiten- und Nackenpartie und die Schräge der oberen Seiten gut variiert werden kann, ist sie leicht an jede Kopfform anzupassen. Ebenso kann der Scheitel weniger akkurat oder seitlich gezogen werden. Getragen werden kann die Frisur in zahlreichen Varianten, entweder mit herabfallenden Haaren, mit nach hinten gekämmten (und fixierten) Haaren oder asymmetrisch. Ab einer gewissen Länge kann das Deckhaar sogar am Oberkopf zusammengeknotet getragen werden.